# Le ruban moucheté (1912)
Le ruban moucheté (englischer Titel: The Speckled Band, deutscher Titel: Das gesprenkelte Band) ist ein französischer Spielfilm von Adrien Caillard aus dem Jahr 1912 aus der achtteiligen französisch-britischen Sherlock-Holmes-Stummfilmreihe.

## Hintergrund
Der Stummfilm ist eine Adaption der Geschichte Das gesprenkelte Band (The Speckled Band) aus dem Buch Die Abenteuer des Sherlock Holmes von Arthur Conan Doyle; produziert wurde er von der Société Française des Films Éclair. Der Film hatte eine Länge von 518 Metern auf zwei Rollen und gilt heute als verschollen.